# Orchowo
Orchowo is een dorp in het Poolse woiwodschap Groot-Polen, in het district Słupecki. De plaats maakt deel uit van de gemeente Orchowo.